# Chapelle Saint-Martial de Mels
La chapelle Saint-Martial de Mels est une chapelle située au hameau de Mels sur le territoire de la commune de Sainte-Geneviève-sur-Argence, en France.

## Localisation
La chapelle Saint-Martial est située sur la commune de Sainte-Geneviève-sur-Argence, dans le département français de l'Aveyron.

## Historique
La chapelle Saint-Martial de Mels est l'église d'un ancien prieuré rattaché à Orlhaguet en 1790. Sa construction remonte au XVe siècle mais on y relève des gargouilles et des parties en réemploi d'un édifice du XIIe.
L'édifice est inscrit au titre des monuments historiques en 1928.

## Description
La façade est un simple mur aveugle surmonté d'un campanile-peigne à deux arcades abritées par une toiture. Un contrefort abrite la porte d'entrée située latéralement et surmontée d'un visage de Christ.
L'édifice est constitué d'une nef unique terminée par une abside à trois pans.

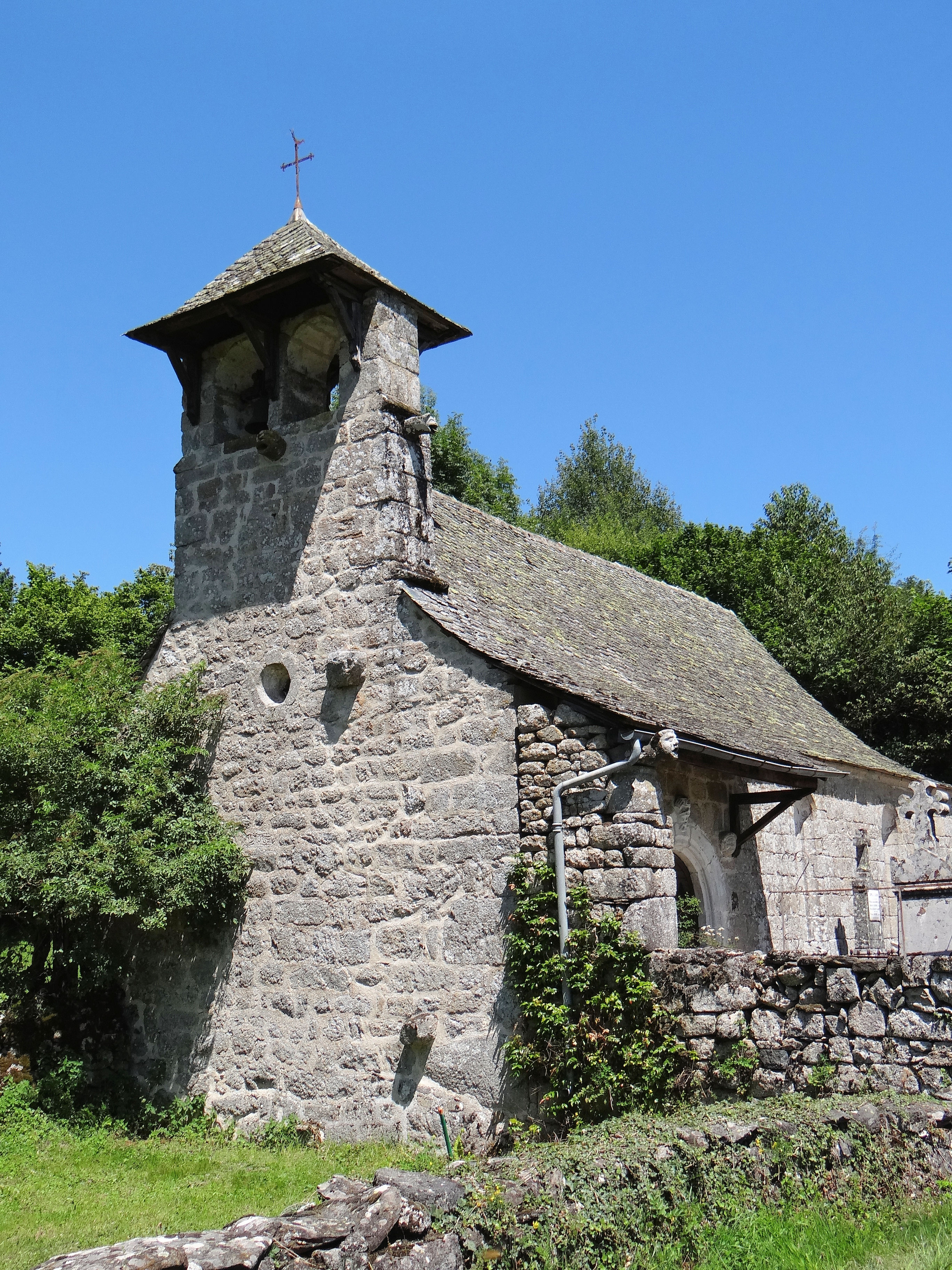
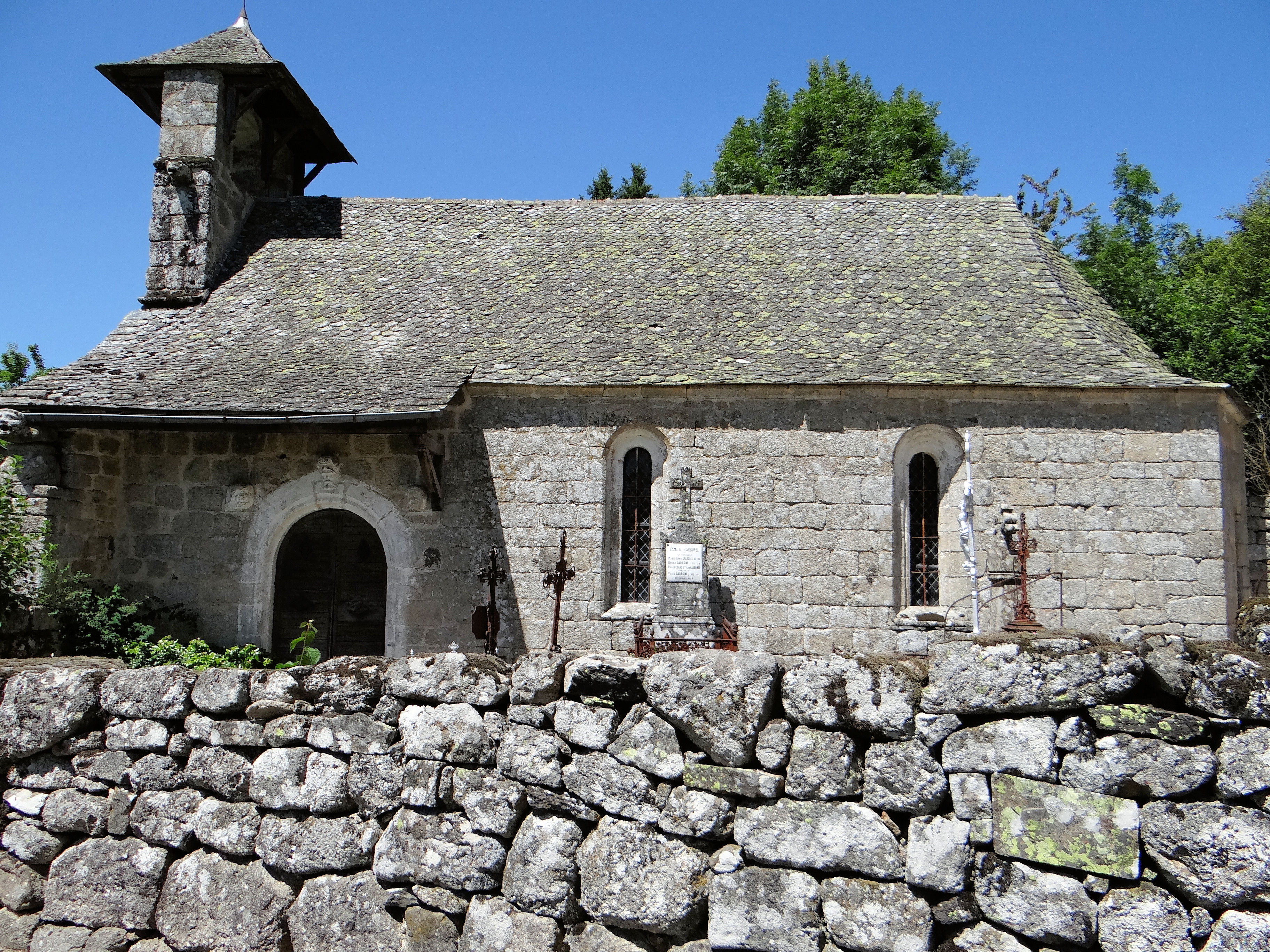
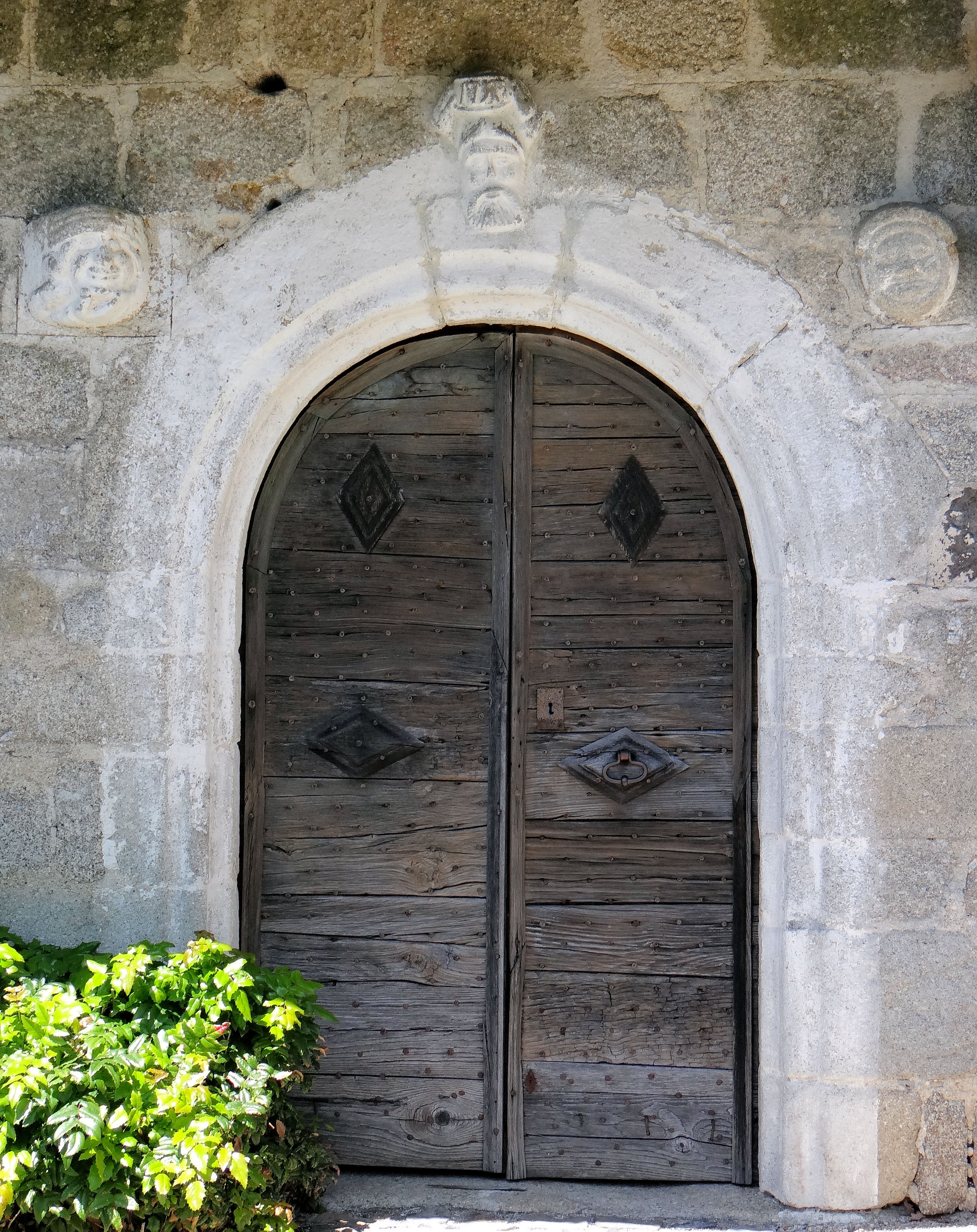
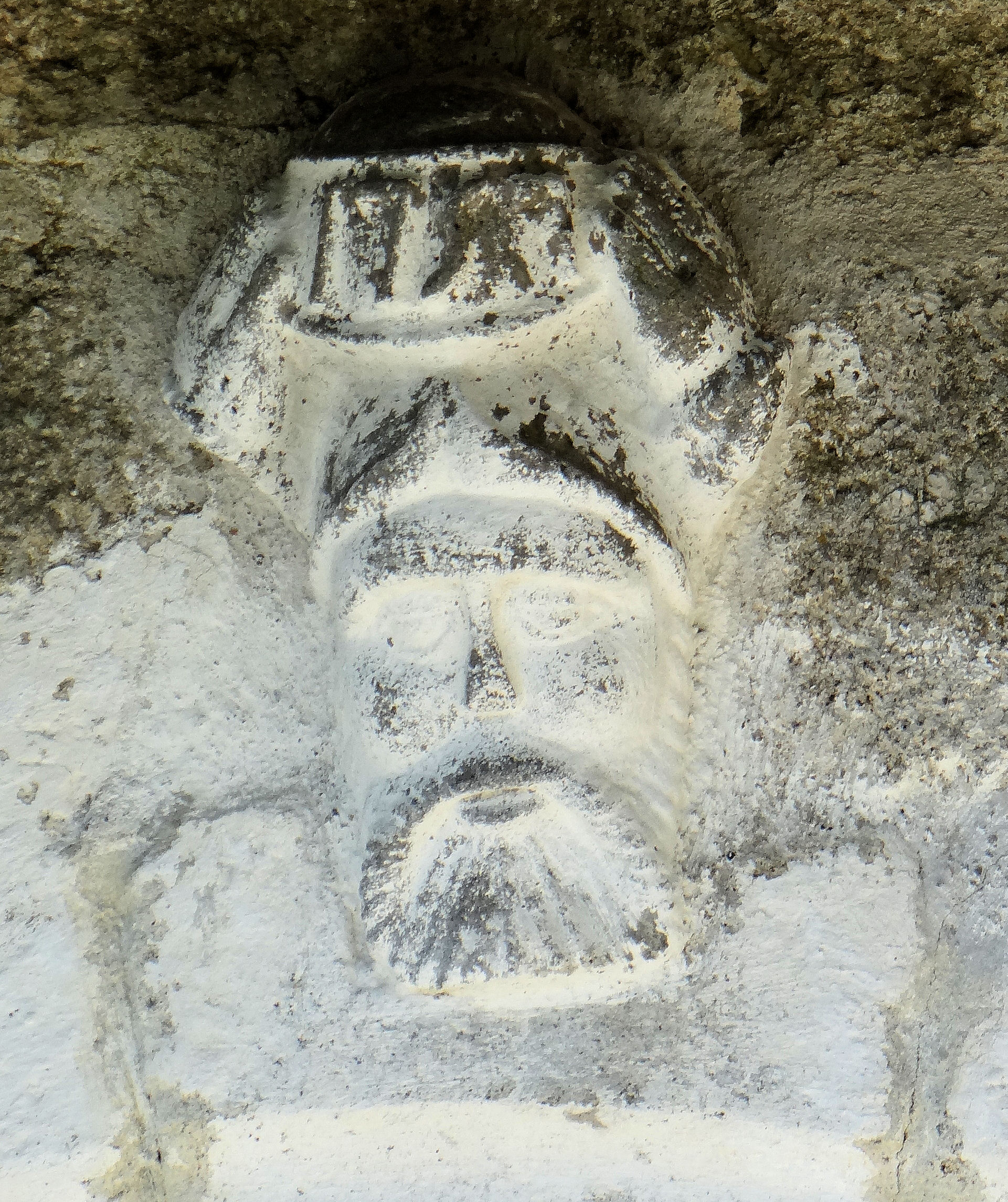

## Mobilier
À l'intérieur se trouvent des mesures à grain datées de 1576. 
On peut y contempler un retable constitué de deux éléments : l'un du XVe, l'autre du XVIe siècle. L'un des 18 tableaux qui le constitue représente une très rare résurrection du Christ.